# Tom Butler (cyclisme)
Pour les articles homonymes, voir Tom Butler (homonymie) et Butler.

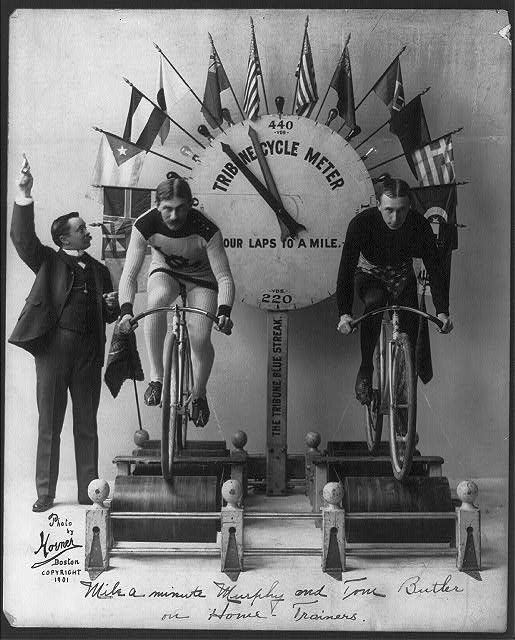
Butler (à droite) avec « Mile-a-Minute Murphy » lors d'une course sur des vélos d'appartement.

Tom Butler, né le 20 décembre 1877 à Halifax au Canada et mort le 18 août 1942 à Boston, est un coureur cycliste américain. Spécialiste des épreuves de vitesse sur piste, il a notamment terminé deuxième du championnat du monde de vitesse à Montréal en 1899. 

## Biographie
En 1898, Tom Butler devient champion des États-Unis de vitesse. L'année suivante, il remporte la médaille d'argent derrière le célèbre Major Taylor aux mondiaux sur piste de Montréal, tandis que don frère Nat termine quatrième de l'épreuve.
Tom est le frère cadet des cyclistes Frank et Nat, tous habitant à Boston. Ils sont surnommés les « Butler Brothers » et sont des concurrents redoutés sur les vélodromes. Des trois, Nat est le plus performant. Contrairement à ses frères, il a également couru plus tard en Europe. Major Taylor, le sprinteur afro-américain, a dû faire face à une hostilité sévère des frères Butler. Ils ont notamment essayé de le chasser de la fédération de cyclisme, pour qu'il ne puisse plus concourir pour des titres lors des championnats. En course, ils ont l'habitude de s'allier contre lui.
Le 22 novembre 1896, il perd un match contre Jaap Eden au vélodrome d'hiver à Paris.
Tom Butler a mis fin à sa carrière de cycliste après 1901, mais il n'y a plus eu aucune information sur sa vie ensuite.

## Palmarès

### Championnats du monde
- Montréal 1899
  -  Médaillé d'argent de la vitesse

### Championnats nationaux
- 1898
  -  Champion des États-Unis de vitesse